# Montes Claros (tiểu vùng)
Montes Claros là một tiểu vùng thuộc bang Minas Gerais, Brasil. Tiều vùng này có diện tích 22248 km², dân số năm 2007 là 588988 người.